# Piero Scanziani
Piero Scanziani (Chiasso, 17 agosto 1908 – Mendrisio, 27 febbraio 2003) è stato uno scrittore svizzero.
Autore di molti libri tradotti in più lingue, ha ottenuto numerosi premi letterari, tra cui nel 1997 il Premio Schiller per l'insieme delle sue opere. È diffusa la notizia che sia stato per due volte candidato al Premio Nobel per la letteratura negli anni 1986 e 1987,
 seppure la candidatura non sia di per sé un riconoscimento, poiché la segnalazione per il Premio Nobel per la Letteratura può provenire da qualsiasi professore universitario docente di letteratura o di linguistica e comunque tenuta segreta dall'Accademia di Svezia e diffusa solo dopo 50 anni.

## Biografia
Figlio del giornalista Antonio Scanziani e di Linda Tenchio, trascorse infanzia e adolescenza tra Losanna, Como e Milano. Iscritto al liceo Parini di Milano, lasciò gli studi senza superare gli esami finali per esordire nel 1928 come giornalista a Lugano nella Gazzetta Ticinese. Dal 1929 al 1933 è a Roma presso l'Istituto italiano per il Medio ed Estremo Oriente (ISMEO). Conobbe in quel periodo l'esoterista razzista Massimo Scaligero, di cui divenne amico fraterno. 
Nel 1934, nuovamente a Lugano, divenne redattore del settimanale fascista ticinese Fascista svizzero (poi A noi!). L'esperienza di redattore del settimanale del poco più che ventenne Scanziani durò un anno: alla fine del 1935 abbandonò la politica e si trasferì nuovamente in Italia, per occuparsi a Milano del settimanale sportivo Il pugilatore. Nel 1938, alla proclamazione delle leggi razziali fasciste, non desiderando che i figli fossero educati in un simile regime, tornò in Svizzera.
Trasferitosi a Berna, durante la seconda guerra mondiale fu responsabile dei servizi italiani dell'Agenzia telegrafica svizzera (ATS) e dei radio-giornali, che furono posti tra i notiziari radiofonici il cui ascolto era proibito dal regime fascista, alla stregua di Radio Londra. Dal 1944 in poi la casa di Scanziani a Berna, in Gutenbergstrasse 45, divenne un luogo abituale d'incontro di fuorusciti e rifugiati antifascisti; tra questi, il commediografo Sem Benelli, l'editore Alberto Mondadori, il giornalista e scrittore Indro Montanelli, il senatore Aldo Rossini, il giornalista Nicola Vaccaro. 
Nel 1945 si trasferì nuovamente a Roma, quale inviato di numerosi quotidiani svizzeri. 
Dal 1958 si diede ai viaggi in Europa, America e Asia (fino all'India e all'Estremo Oriente). Il suo libro sull'evoluzione dell'uomo nelle varie fasi della vita Avventura dell'uomo, pubblicato dal settimanale Il Tempo, con le fotografie di Costantino Della Casa, ebbe un successo tale che gli fece abbandonare il giornalismo per dedicarsi alla letteratura e – brevemente – al cinema. Tra il 1941 e il 1980 pubblicò una ventina di volumi di narrativa e saggistica, fra cui alcuni trattati di cinologia. A lui si deve nel secondo dopoguerra la ricostruzione dell'antico molosso italiano, cioè il mastino napoletano. Nel 1967 fondò a Chiasso le edizioni Elvetica.
Nel 1971 lasciò Roma e andò a vivere a Sagno, un piccolo villaggio del Canton Ticino. Il suo dramma Alessandro venne trasmesso dalla Televisione svizzera di lingua italiana, e un suo adattamento dalla Radio della Svizzera italiana. 
Nel 1978 l'Università dell'Aquila gli conferì la Laurea honoris causa in Lettere. Fra il 1979 e 1980 compì il suo terzo viaggio in India, soffermandosi a Pondicherry nell'Ashram di Shri Aurobindo. Nel 1982 uscì il primo volume della trilogia L'arte della vita, dal titolo L'arte della longevità. Nel 1986 e 1987 una commissione internazionale, già presieduta a suo tempo dallo storico delle religioni rumeno Mircea Eliade, presentò la sua candidatura al Premio Nobel per la letteratura.
Molte le opere critiche su Scanziani, tra le quali va citata Piero Scanziani - Testimone d'Europa, apparsa in Italia nel 1990 e tradotta e stampata in Inghilterra. Si tratta di una raccolta di testi di venti autori, tra cui Romano Battaglia, Geno Pampaloni, Massimo Scaligero, Arturo Tofanelli e Vittorio Vettori.

## Opere
- La chiave del mondo, Milano: Corticelli, 1941; con prefazione di Vittorio Vettori, Chiasso: Elvetica, 1980
- I cinque continenti, Milano: Corticelli, 1942; con un saggio di Massimo Scaligero, Chiasso: Elvetica, 1983
- L'addestramento del cane da difesa, Roma: Pan, 1946
- Il cane utile. Trattato pratico d'addestramento, Roma: Pan, 1951
- Felix, Roma: Casini, 1952; con prefazione di Vittorio Vettori, Chiasso: Elvetica, 1980
- 300 razze di cani, Roma: Pan, 1952
- Giudizio di Adamo, Roma: Pan, 1957
- Avventura dell'uomo, Milano: Palazzi, 1957; Milano: Ferriani, 1961; Chiasso: Elvetica, 1967; con 32 fotografie di Elsa Haertter, ivi, 1971; con prefazione di Giovanni Pischedda, ivi, 1983; Milano: Utopia, 2020
- Millenni, Milano: s.i., 1959
- Bestiario, Roma: s.i., 1962
- Il nostro giorno, 1964
- L'altra faccia di Adamo, 1965
- Alessandro. Dramma in due atti e sette quadri, Roma: s.i., 1965; Chiasso: Elvetica, 1989
- Libro bianco. Romanzo, Chiasso: Elvetica, 1967; con prefazione di Vittorio Vettori, ivi, 1980
- Entronauti, Chiasso: Elvetica, 1968, 1973, 1983, 1999; Milano: Utopia, 2022
- Cristo nelle testimonianze dei primi cristiani, Chiasso: Elvetica, 1972 (testi scelti)
- Amuleti Talismani Gamahez, Chiasso: Elvetica, 1972
- Aurobindo, Chiasso: Elvetica, 1973; con il sottotitolo Vita, dottrina e pratica del massimo saggio dell'India contemporanea, ivi, 2006
- Il nuovo cane utile. Trattato di addestramento per tutte le razze e tutti gli usi, Chiasso: Elvetica, 1975
- L'uomo interiore. Corso di studi in sette lezioni, Chiasso: Elvetica, 1973
- Cani da campagna, Novara: De Agostini, 1977
- Enciclopedia del cane, Novara: De Agostini, 1981
- L'arte della longevità. Come vivere cinque volte vent'anni, Chiasso: Elvetica, 1982
- L'arte della giovinezza. Da adolescenti a giovani sempre, Chiasso: Elvetica, 1985
- L'arte della guarigione. Tornare sani e restarlo, Chiasso: Elvetica, 1986
- Verso l'Oriente, Chiasso: Elvetica, 1990
- Il fiume dalla foce alla fonte, Chiasso: Elvetica, 1996
- con Umberto Cuomo, Il mastino napoletano. Dialoghi sul molosso, Chiasso: Elvetica, 2004
- Maometto. Vita, dottrina, sufismo, piccola antologia del Corano, Chiasso: Elvetica, 2005
- con Gaia Grimani, Nella stanza dei bottoni. Come dirigere positivamente la propria vita, Chiasso: Elvetica, 2005